# Космическая радиосвязь
Космическая радиосвязь — радиосвязь, осуществляемая с помощью космических объектов (космических радиостанций или пассивных ретрансляторов), которые находятся за пределами земной атмосферы. Одним из видов космической связи является спутниковая связь.
Возможны следующие варианты:
- космический объект — космический объект
- Земля — космический объект
- космический объект — Земля

## История
Впервые космическая связь с человеком в космосе была осуществлена 12 апреля 1961 года. Первый космонавт Ю. А. Гагарин во время своего полета вокруг Земли поддерживал двустороннюю телефонно-телеграфную связь с земной станцией на метровых и декаметровых волнах Специально для полета была разработана система космической связи «Заря» и дублирующая её система КВ-связи «Весна».